# Radula anceps
Radula anceps là một loài rêu trong họ Radulaceae. Loài này được Sande Lac. mô tả khoa học đầu tiên năm 1855.